# Rybi Król
Rybi Król (także: Król Sielaw) – legendarny władca wód ziemi Prusów (obecnie Mazury).
Legenda ta ma kilka wersji, różniących się dość znacznie między sobą. Ich wspólnym elementem jest postać rybiego władcy obdarzonego magiczną mocą. Według jednej z wersji, Rybi Król zamieszkiwał Jezioro Śniardwy. Pewnego razu pruska królewna Gustebalda wybrała się z innymi kobietami nad jezioro. Gdy zabawiały się nad nim wiciem wianków, zauważyła piękną złotą rybkę, gonioną przez szczupaka. Gdy ten już miał ją pochwycić, rzuciła między ryby wianek, płosząc drapieżcę. Okazało się, że złota rybka była córką Rybiego Króla. W zamian za jej ocalenie, obiecał on królewnie spełnić każde jej życzenie. Gustebalda zażyczyła sobie daru rozumienia mowy zwierząt, roślin i wiatru. Król Ryb przestrzegł ją, że to niebezpieczny dar. Będzie on działał jedynie pod warunkiem dochowania tajemnicy – jeśli Gustebalda zdradzi komukolwiek, że Rybi Król nauczył ją rozumieć mowę zwierząt i roślin, zamieni się w kamień. Królewna zgodziła się na te warunki i przyjęła magiczny kamień. Słuchając ptaków i drzew poznała wieści o niebezpieczeństwie zagrażającym jej ludowi. Ostrzegały one przed zagrożeniem – obcą siłą nadciągającą z Zachodu, mającą zniszczyć zastane zwyczaje i wygubić lud Prusów. Polecały jako jedyny środek zaradczy utrzymanie jedności i sojuszu z sąsiednimi plemionami Bałtów i Słowian. Królewna postanowiła przekazać to ostrzeżenie swemu ludowi. Jednakże nikt nie chciał jej wierzyć, ludzie domagali się dowodu i podania źródła tych wieści. Zrozpaczona królewna zdecydowała się poświęcić siebie, by ratować Prusów. Pokazała jako dowód magiczny kamień otrzymany od Rybiego Króla, po czym sama, zgodnie z ostrzeżeniem, skamieniała.

Rybi Król w herbie Mikołajek

Według innej wersji legendy, zaadaptowanej w przedstawieniu heraldycznym w herbie Mikołajek, był to Król Sielaw. Strzegł on bezpieczeństwa mieszkańców wód w pruskich jeziorach i rzekach. Czynił to tak skutecznie, że mieszkańcy nie mogąc niczego złowić zaczęli cierpieć głód. Dopiero gdy żona pruskiego rybaka zwróciła się o pomoc do bogów, składając im ofiarę, ci w zamian dali jej metalowe kółko, stanowiące wzór dla wykonanej następnie sieci, w którą złowiono Rybiego Króla. Uwięziono go, a w pruskich wioskach zapanował dostatek.